# San Andrés Zautla
San Andrés Zautla es una localidad del estado mexicano de Oaxaca. Es cabecera del municipio de San Andrés Zautla.

## Demografía
| Censo | Población |
| ----- | --------- |
| 1900  | 1393      |
| 1910  | 1322      |
| 1921  | 1009      |
| 1930  | 990       |
| 1940  | 1010      |
| 1950  | 1393      |
| 1960  | 1299      |
| 1970  | 1269      |
| 1980  | 1222      |
| 1990  | 1693      |
| 1995  | 1513      |
| 2000  | 1585      |
| 2005  | 1721      |
| 2010  | 1852      |
| 2020  | 1856      |